# Sang froid (film, 2019)
Pour les articles homonymes, voir Sang-froid.
Pour plus de détails, voir Fiche technique et Distribution.
Sang froid ou Poursuite de sang-froid au Québec (Cold Pursuit) est un film d'action franco-américain réalisé par Hans Petter Moland, sorti en 2019. Il s'agit d'un remake plan par plan du film norvégien Refroidis du même réalisateur, sorti en 2014.
Le film suit Nelson Coxman (Liam Neeson) qui voit son existence chamboulée par le décès de son fils Kyle, mort d'une overdose d'héroïne. Il découvre notamment que Kyle a été assassiné sur ordre d'un puissant cartel dirigé par un certain Trevor « Viking » Calcote (Tom Bateman). Armé d’une rage implacable et d’une artillerie lourde, Coxman entreprend de le démanteler en assassinant un par un les associés de Viking qui le mèneront vers lui. Sa quête de justice se transforme rapidement en vengeance sans pitié.

## Synopsis
Après avoir été élu « citoyen de l'année » par la station de ski fictive de Kehoe, dans le Colorado, le conducteur de chasse-neige Nels Coxman voit sa vie tranquille bouleversée lorsque son fils meurt d'une overdose d'héroïne. La femme de Nels, Grace (Laura Dern), abandonne son mari endeuillé. Il est sur le point de se suicider lorsqu'il apprend que son fils a été assassiné par un cartel de la drogue de Denver. Il décide de faire justice lui-même, fabrique un fusil à canon scié et tue trois membres du cartel, jetant leurs corps dans les rapides d'une rivière voisine.
Le chef psychopathe du cartel, un baron de la drogue surnommé « Viking », soupçonne d'abord que ces morts sont l'œuvre de son rival White Bull, un indien Ute avec lequel il a jusqu'ici évité tout conflit. Viking fait assassiner l'un des gangsters de son rival, sans savoir qu'il s'agit de son fils unique. En guise de revanche, White Bull ordonne à ses hommes de kidnapper le jeune fils de Viking.
Nels demande conseil à son frère Brock, autrefois homme de main de la mafia connu sous le nom d’« Iceman », et apprend l'existence de Viking. Brock dit à Nels que, pour tuer Viking, il doit engager un professionnel, et lui recommande un tueur à gages afro-américain connu sous le nom d’« Esquimau ». Ce dernier accepte de tuer Viking pour 90 000 dollars mais décide pourtant d'informer Trevor Calcote que Coxman a mis un contrat sur sa tête. Viking n'apprécie pas le « manque d'éthique professionnelle et de l'importance donnée à une parole » de l'exécuteur et le tue. Croyant que l'Esquimau voulait parler de Brock Coxman, Viking emmène celui-ci pour sa « dernière balade ». Atteint d'un cancer colorectal, Brock décide de se taire et de se sacrifier pour protéger son frère.
Viking tente en vain d'arrêter la guerre des gangs en envoyant la tête d'un de ses propres hommes, utilisé comme bouc émissaire, à White Bull, prétextant que c'est lui qui a tué son fils. Mais cela ne suffit pas à apaiser ce dernier, qui tue le messager. Pendant ce temps, Nels Coxman kidnappe le fils de Viking avant que les hommes de White Bull ne le fassent, afin d'attirer Viking et ses hommes dans une embuscade.
L'identité de Nels est révélée à Viking par le concierge de l'école de son fils. Malgré les 10 000 dollars promis par Viking en échange de l'information, le concierge est tué après sa dénonciation.
Les deux gangs rivaux arrivent sur le lieu de travail de Nels et la plupart des malfrats sont tués dans la fusillade qui s'ensuit. Viking, qui tente de s'enfuir, est immobilisé par Nels et est abattu d'une balle dans la poitrine par White Bull. Il expire lorsqu'il est retrouvé par les inspecteurs de police de Kehoe, Kimberly Dash et Gip. Alors que Nels quitte les lieux dans son chasse-neige pour accomplir son travail quotidien, White Bull le rejoint et les deux hommes s'en vont ensemble. Le dernier homme de main du chef indien, qui était parti faire un vol en parapente depuis l'hôtel de la station de ski où la tribu avait séjourné la veille, atterrit accidentellement sur le rabot du chasse-neige et est déchiqueté vif.

## Fiche technique
- Titre: Sang froid
- Titre québécois : Poursuite de sang-froid[1]
- Titre original : Cold Pursuit
- Réalisation : Hans Petter Moland
- Scénario : Frank Baldwin, d'après le film norvégien Refroidis de Hans Petter Moland
- Musique : George Fenton
- Montage : Nicolaj Monberg
- Photographie : Philip Øgaard
- Production : Finn Gjerdrum, Stein B. Kvae, Michael Shamberg et Ameet Shukla
- Sociétés de production : Studio Canal et Summit Entertainment
- Société de distribution : Summit Entertainment
- Budget : 60 millions de $[2]
- Pays de production :  États-Unis,  France
- Langue originale : anglais
- Format : couleur
- Genre : comédie noire, action, thriller et film de gangsters
- Durée : 118 minutes
- Dates de sortie :
  - États-Unis, Québec : 8 février 2019
  - France : 27 février 2019

## Distribution
- Liam Neeson (VF : Frédéric van den Driessche ; VQ : Jean-Luc Montminy) : Nelson « Nels » Darman (Coxman en VO)
- Laura Dern (VF : Rafaèle Moutier ; VQ : Claudine Chatel) : Grace Darman
- Tom Bateman (VF : Volodia Serre ; VQ : Paul Sarrasin) : Trevor « Viking » Calcote
- Tom Jackson (VF : Pascal Casanova ; VQ : Louis-Georges Girard) : White Bull Legrew
- Emmy Rossum (VF : Anne Tilloy ; VQ : Catherine Brunet) : Kimberly « Kim » Dash
- Domenick Lombardozzi (VF : Jacques Bouanich ; VQ : Sylvain Hétu) : Mustang
- Julia Jones (VF : Laëtitia Lefebvre ; VQ : Dominique Laniel) : Aya
- John Doman (VF : Patrick Bonnel ; VQ : Arthur Holden) : John « Gip » Gipsky
- Aleks Paunovic : l'inspecteur Asgard
- William Forsythe (VF : Philippe Vincent ; VQ : François L'Écuyer) : Brock « Iceman » Darman (Coxman en VO)
- Raoul Trujillo (VF : Jean-Baptiste Marcennac ; VQ : James Hyndman) :  Giles « Thorpe » Wills
- Benjamin Hollingsworth : Tycho « Dexter » Hammel
- Michael Eklund : Steve « Speedo » Milliner
- David O'Hara : Gallum « Sly » Ferrante
- Christopher Logan : Ameet « Shiv » Anand
- Nathaniel Arcand : Frederick « Smoke » Alycott
- Ben Cotton : Timothy « Windex » Denois
- Micheál Richardson : Kyle Coxman
- Mitchell Saddleback : Clement « Avalanche » Skenadore
- Manna Nichols : Minya
- Arnold Pinnock (en) (VF : Daniel Lobé ; VQ : Didier Lucien) : Leighton « The Eskimo » Deeds
- Wesley MacInnes : Dante Ferstel
- Elysia Rotaru : la serveuse
- Nicholas Holmes (VF : Timothé Vom Dorp) : Ryan Calcote
- Michael Adamthwaite : Jeff « Santa » Christensen
- Elizabeth Thai (VF : Peggy Martineau) : Ahn
- Gus Halper (VF : Franck Lorrain) : Anton « Bone » Dinckel
- Kyle Nobess : Simon « Baby Hawk » Legrew
- Glen Gould : Duane « War Dog » Michell
- Glenn Wrage : Kurt (voix)
- Michael Bean : Parson
- Nels Lennarson : Chuck Schalm

## Production

### Tournage
Le tournage débute en mars 2017. Il a lieu au Canada, en Alberta (pays de Kananaskis) et en Colombie-Britannique (Fernie, Vancouver, Victoria).

## Accueil

### Critiques
Le film reçoit des retours mitigés, avec une note moyenne de 2,7/5 sur Allociné.
Le Parisien écrit que le film « se révèle une excellente surprise ».
Télérama est déçu : « Dans cet auto-remake en anglais, l’humour s’est volatilisé ».

### Box-office
| Pays ou région    | Box-office      | Date d'arrêt du box-office | Nombre de semaines |
| ----------------- | --------------- | -------------------------- | ------------------ |
| États-Unis Canada | 32 138 862 $    | 18 avril 2019              | 10                 |
| France            | 329 378 entrées | 10 avril 2019              | 6                  |
| Total mondial     | 76 419 755 $    | -                          | -                  |